# 進入灯

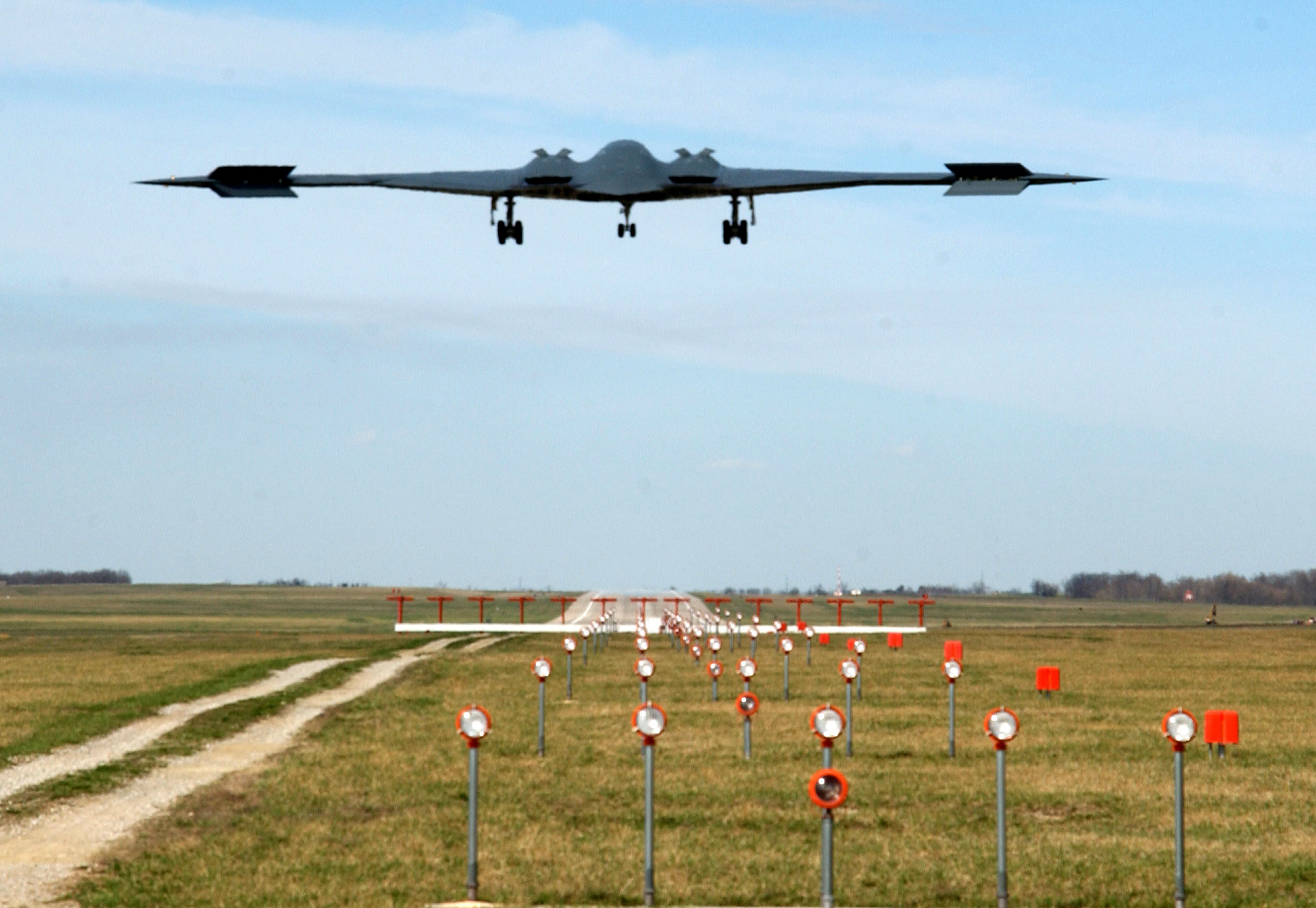
進入灯に沿い滑走路へ進入するB-2

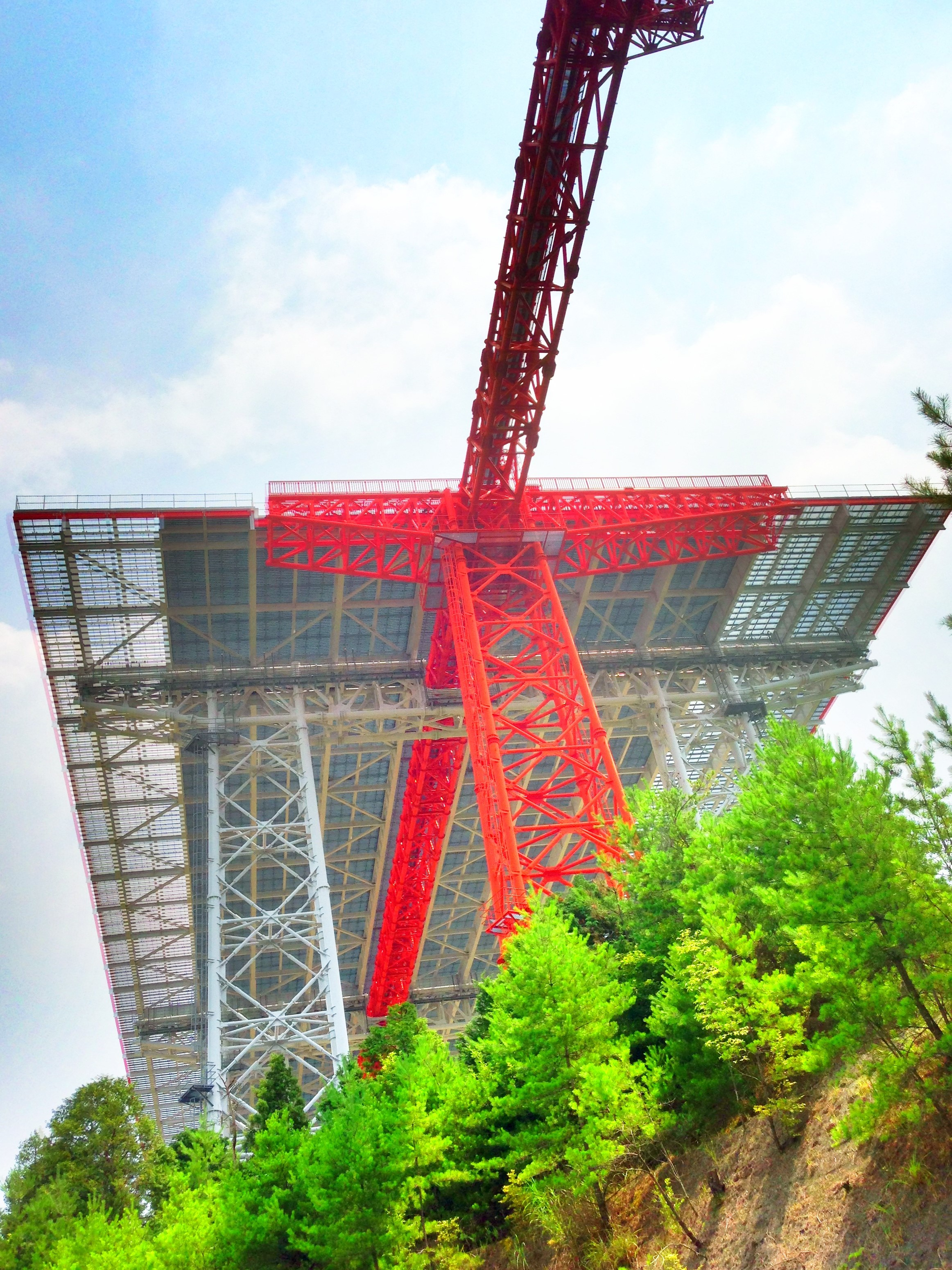
広島空港の進入灯

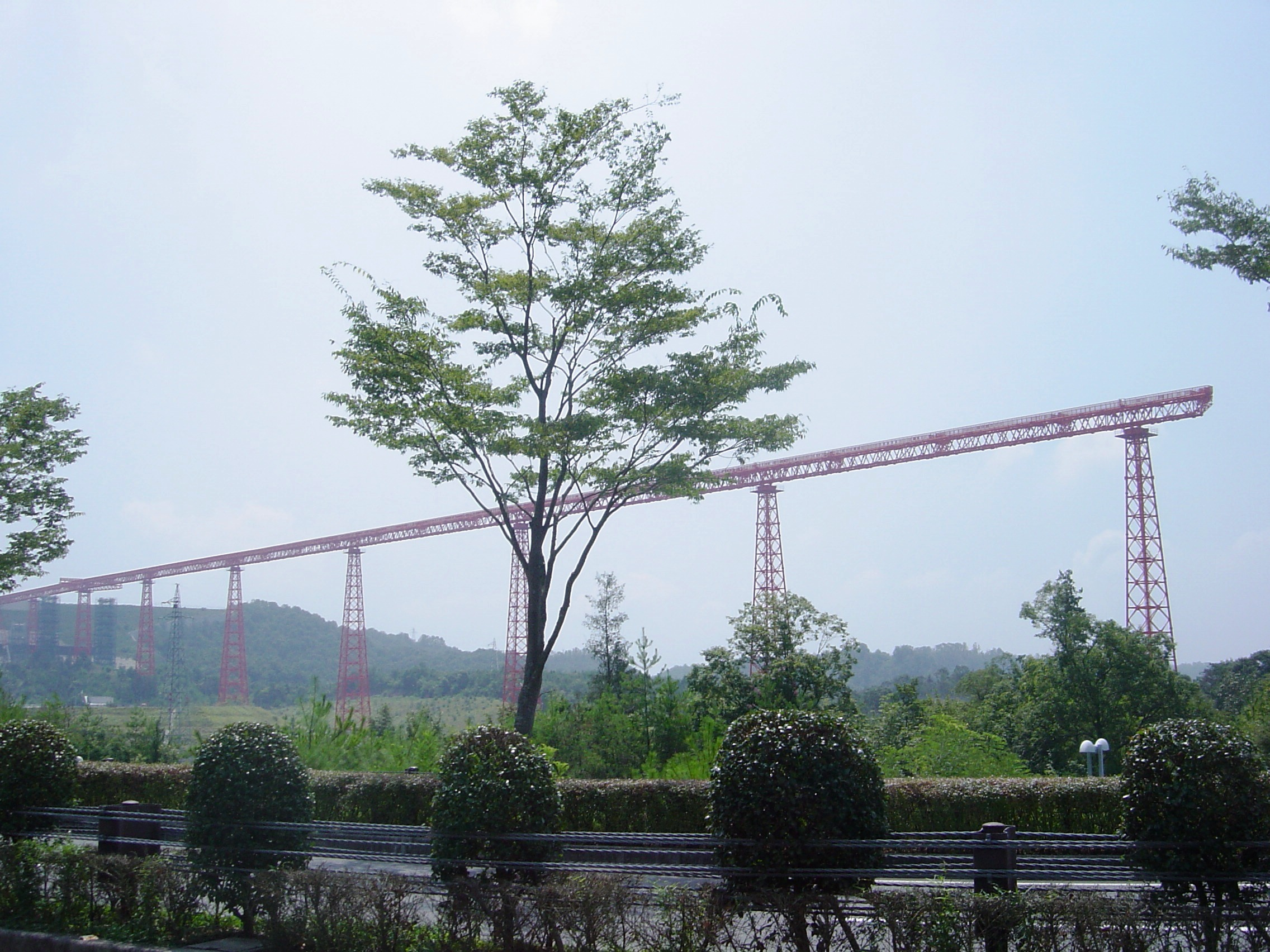
高架で設置された進入灯

進入灯（しんにゅうとう 英語: Approach Lighting System, ALS）は、航空機が着陸のため空港の滑走路に進入する際に、滑走路の中心線と進入方向を示す灯火の総称。航空保安施設のうち航空灯火ならびに飛行場灯火の一種である。

## 概要
進入灯は日本の航空法施行規則では「着陸しようとする航空機にその最終進入の径路を示すために進入区域内及び着陸帯内に設置する灯火」と定義される。
進入灯は着陸に使用される場合、夜間は常に点灯され、昼間でも飛行場の気象条件が悪く計器気象状態（雲底高度300m/1,000フィート未満または視程5km未満）のときには点灯される。昼間であっても航空機から充分視認できる様に強い光を発することができる。また、パイロットから見て眩しくないように、航空管制官などの操作によって明るさを調整できるようになっていることが多い。

## 種類
日本の場合、大きく分けて、標準式進入灯と簡易式進入灯、さらに簡易式進入灯と進入灯台または進入路指示灯との組合せの3方式がある。
- 標準式進入灯（Precision Approach Lighting System：PALS）

原則として精密進入を行う計器着陸用滑走路に設置されている。滑走路端から原則900mの長さ（原則より短い最小420mのものもある）で滑走路中心線の手前延長方向に30mの間隔で並んだ白い灯器によるアプローチセンターラインと、滑走路端から300mの位置にアプローチセンターラインと直交する方向に設置されたクロスバーと呼ばれる白の灯器がある。
また、滑走路端から60m以上の部分のアプローチセンターラインに沿って連鎖式閃光灯（Sequenced Flashing Lights：SFL）が付加される場合が多い。SFLは進入する方向から滑走路端に向かって白い閃光を順次発するようになっている。米国等ではSFLを伴った進入灯をALSFと表記する。
計器着陸装置（ILS）カテゴリーIIまたはIII進入用では、さらに300m以内に赤いサイドバレットと呼ばれる灯器が接地帯灯の手前延長方向に配され、150mの位置にさらにクロスバーが設置される。
- 簡易式進入灯（Simple Approach Lighting System：SALS）

原則として非精密進入を行う計器着陸用滑走路に設置されている。滑走路端から原則420mの長さ（最大900mのものもある）で滑走路中心線の手前延長方向に60mの間隔で並んだ灯器と、滑走路端から300mの位置に前者と直交する方向に設置された灯器がある。灯光は赤、黄、白のいずれか。
- 簡易式進入灯と進入灯台または進入路指示灯との組合せ

原則として精密進入用滑走路の反対側（精密進入がない場合）にはSALSと進入灯台（Approach Light Beacon：ALB）を組合せる。この場合、前記SALSに加え、滑走路中心線の延長方向で滑走路端から600mと900mの位置にALBが設置される。
また、ローカライザ進入側の滑走路にはSALSと進入路指示灯（Approach Guidance Light：AGL）を組合せる。
上記は日本における基本的な方式であり、このほかにも様々な種類の進入灯が世界に存在する。米国等では進入灯の灯器の輝度別や、付加して設置する灯光との組合せ、その他の方式に応じて異なる名称を使用している。

## 進入灯の役割
計器進入を行うには各方式ごとに進入を行う限界高度と最低気象条件を定めなければならないことになっており、進入灯の状況によって最低気象条件が変わる。計器進入を行う場合、進入の限界高度または進入限界点までに何も見えない場合は進入を継続することができず、進入復行を行わなければならない。しかし滑走路が見えずとも進入灯等が見えれば進入を継続することができ、進入継続にて滑走路端への距離が縮まることで、進入灯等に続き滑走路自体の視認に至る場合も多い。そういった意味で進入灯は重要な施設である。